# Sebastião Mascarenhas
Sebastião Mascarenhas SFX (* 29. Juli 1959 in Camurlim, Salcete, Goa) ist ein indischer Ordensgeistlicher und römisch-katholischer Bischof von Baroda.

## Leben
Sebastião Mascarenhas trat in die Ordensgemeinschaft der Gesellschaft der Missionare Unserer Lieben Frau auf dem Pfeiler ein, studierte Philosophie am Priesterseminar in Nagpur und Theologie am allindischen Missionsseminar in Goa. Er empfing am 6. Mai 1984 das Sakrament der Priesterweihe.
Nach verschiedenen Aufgaben in der Pfarrseelsorge studierte er von 1992 bis 1994 an der Philosophisch-Theologischen Hochschule St. Augustin und erwarb das Lizenziat in Missionswissenschaft. Anschließend war er zwei Jahre lang Schulleiter und Gastprofessor am Missionsseminar in Goa. Von 1996 bis 2001 studierte er erneut in Deutschland an der Albert-Ludwigs-Universität Freiburg, an der er in Systematischer Theologie promoviert wurde. Nach der Rückkehr in die Heimat war er als Theologieprofessor und in verschiedenen Leitungsfunktionen innerhalb seiner Ordensgemeinschaft tätig. Von 2017 bis 2022 war er Generalsuperior seines Ordens.
Am 31. Dezember 2022 ernannte ihn Papst Franziskus zum Bischof von Baroda. Der Erzbischof von Bombay, Oswald Kardinal Gracias, spendete ihm am 18. Februar des folgenden Jahres auf dem Gelände der Rosary School in Vadodara die Bischofsweihe. Mitkonsekratoren waren der Erzbischof von Gandhinagar, Thomas Ignatius MacWan, und der Erzbischof von Goa und Daman, Patriarch Filipe Kardinal do Rosário Ferrão.